# ディズニー エピックミッキー2:二つの力
『ディズニー エピックミッキー2:二つの力』（ディズニー エピックミッキー・ツー:ふたつのちから、Epic Mickey 2: The Power of Two）は、ディズニー・インタラクティブ・スタジオ開発のコンピュータゲーム。日本ではスパイク・チュンソフトより2013年9月26日発売。
前作のWiiに加え、Wii U、ひかりTVゲームにも対応（さらに海外ではPS3、Xbox 360でも発売され、後にPlayStation Vita、Microsoft Windowsでも発売された）。
また、ニンテンドー3DS用ソフト『ディズニー エピックミッキー:ミッキーのふしぎな冒険』（ディズニー エピックミッキー:ミッキーのふしぎなぼうけん、en:Epic Mickey: Power of Illusion）と同時発売。

## 概要
2010年（日本では2011年）に発売された『ディズニー エピックミッキー 〜ミッキーマウスと魔法の筆〜』の続編に当たるソフト。前作のミッキーに加え、前作ではサポート役であったオズワルドもマルチプレイ時にプレイヤーとして操作可能。ミッキーのシステムは前作と同様で、オズワルドは電気攻撃をしたり、長い耳をプロペラのように回して空を飛ぶ。また、その際ミッキーは足に掴まる事が出来る。ソロプレイ時は前作同様のサポート役として活躍。前作と違いソロプレイでもミッキーの冒険に同行する。また、前作と違い、キャラクターに声がつくようになった他、ペイントとイレーサーのゲージのデザインも変わっている。
トレーラームービーでは、『ファンタジア』の世界観を模したステージがある事が確認出来る。前作から引き続きオズタウンも冒険の舞台として登場するが、様々な部分が変更されている。また、二人で協力して回す仕掛けもある。

## ストーリー
前作でミッキーマウスとオズワルドの活躍により、シャドー・ブロットは倒され、ウェイスト・ランドは復興が進んでいた。だが突然町が荒れ始め、さらにマッド・ドクターが戻ってきた。危機を感じたオルテンシアとグレムリン・ガスはミッキーマウスを呼ぶことにした。ミッキーマウスはイェン・シッドの所から魔法の筆を持ち出し、再びウェイスト・ランドに向かったのであった。

## 登場人物
ミッキーマウス（cv.青柳隆志）
今作の主人公。今回はある晩、自室で就寝中にテレビモニターを通じてガスが助けを求めた事がきっかけでウェイストランドに帰って来た。
前作ではブロットに無理矢理引き込まれた為か体がやや溶けていたが、今作では溶けていない。また、スローで歩行する際、独特の足音がしなくなった。
オズワルド（cv.河本邦弘）
ウェイストランドを取り仕切るウサギ。前作での一件以来ミッキーマウスの友人になった。
今作ではミッキーと共にプレイアブルキャラとなっており、リモコンから電気を発して敵を怯ませられる他、機械系の敵なら倒す事も可能。また、耳を回して飛ぶことや腕を投げて遠くのものを取ることもできる。
グレムリン・ガス（cv.後藤哲夫）
ウェイスト・ランドに暮らすグレムリン達のリーダーで、右のツノにささった帽子が特徴。真面目で物知りで、仲間から厚く信頼されている。
ゲーム内ではミッキーらの案内役を務める。
マッド・ドクター（cv.内田直哉）
『ミッキーのお化け屋敷』に登場した狂科学者で原作ではミッキーの悪夢の登場人物だが本シリーズでは、忘れ去られたキャラとして登場している。前作『ディズニー エピックミッキー 〜ミッキーマウスと魔法の筆〜』にも登場し、生死不明になったが帰ってきた。今作ではやたら歌いながら喋るなど前作に比べて陽気な性格になっている。
「前回の件の罪滅ぼしをしたい」と言ってオズワルドらの所に現れた。エンディングでの行動で彼の結末が変わる。
ロボット・デイジー（cv.土井美加）
前作にも出てきたデイジーのロボット版、彼女のパーツが元通りになってはいるが、ミッキーが助けたのかは不明。
今作ではニュースキャスターになっていて、ミッキーとオズワルドの手助けをしてくれる。実はロボット・ドナルドと喧嘩したらしく、ロボット・ドナルドを助けるかどうかでエンディングが変化する。　　　　　　　　　　　　　　　　　　　　　　　　　　　　　　　　　　　　　　　　　　
グレムリン・プレスコット（cv.佐山陽規）
オズタウンのギャグファクトリーで働いていたグレムリン。今作では悪者になっている。
ほかのグレムリンと違い、ゴーグルやいろいろな機械的なものを着ている。
ホーレス・ホースカラー（cv.伊井篤史）
前作に引き続きミーン・ストリートの南側で探偵業を営んでいる。
ホーレスは新アシスタントのテッドワースと馬が合わずに困っている。テッドワースの本来の目的である分解されたテディベアの収集を手伝ってあげると、テッドワースにホーレスのもとを去らせることができる。
バーナクル・ジョーンズの依頼でスカービー・パットからコンパスを取り返した後、ジョーンズに直接返すと彼がホーレスのアシスタントに復帰する。一方、コンパスをホーレスに渡すとそのコンパスは再びパットに渡り、ホーレスの新アシスタントはクララベル・カウになる。